# Маландино
Маландино— деревня в Здвинском районе Новосибирской области. Входит в состав Петраковского сельсовета.

## География
Площадь деревни — 74 гектара

## Население
| 2002 | 2007 | 2010 |
| ---- | ---- | ---- |
| 397  | ↘364 | ↘335 |

## Инфраструктура
В деревне по данным на 2007 год функционируют 1 учреждение здравоохранения, 1 образовательное учреждение.